# Hécourt
Hécourt é uma comuna francesa na região administrativa da Normandia, no departamento de Eure. Estende-se por uma área de 7,83 km². Em 2010 a comuna tinha 335 habitantes (densidade: 42,8 hab./km²).